# Kontrabasskonzert
Ein Kontrabasskonzert ist ein Instrumentalkonzert für Kontrabass als Soloinstrument und Orchester. Erste Kontrabasskonzerte entstanden in der späten Klassik, unter anderem von Domenico Dragonetti und Johannes Sperger. Weitere frühe Kontrabasskonzerte stammen von Johann Baptist Vanhal, Carl Ditters von Dittersdorf und Joseph Haydn, wobei Letzteres allerdings verschollen ist. Der Kontrabass gilt noch immer nicht als typisches Soloinstrument. Im Vergleich mit den anderen Streichinstrumenten ist die Auswahl an Kontrabasskonzerten relativ klein. Dies liegt auch daran, dass der Kontrabass als Soloinstrument vergleichsweise leise klingt und es daher schwierig ist, Solist und Orchester aufeinander abzustimmen. Zudem waren virtuose Kontrabassisten eher selten. Es ist Virtuosen wie Giovanni Bottesini oder Sergei Kussewizki zu verdanken, dass das Solorepertoire für Kontrabass erweitert wurde und sich auch bekannte Komponisten für den Kontrabass als Soloinstrument interessieren. Erst im 20. Jahrhundert wurden viele neue Werke für Kontrabass komponiert, unter anderem von Eduard Tubin, Hans Werner Henze und John Harbison.